# Tankette

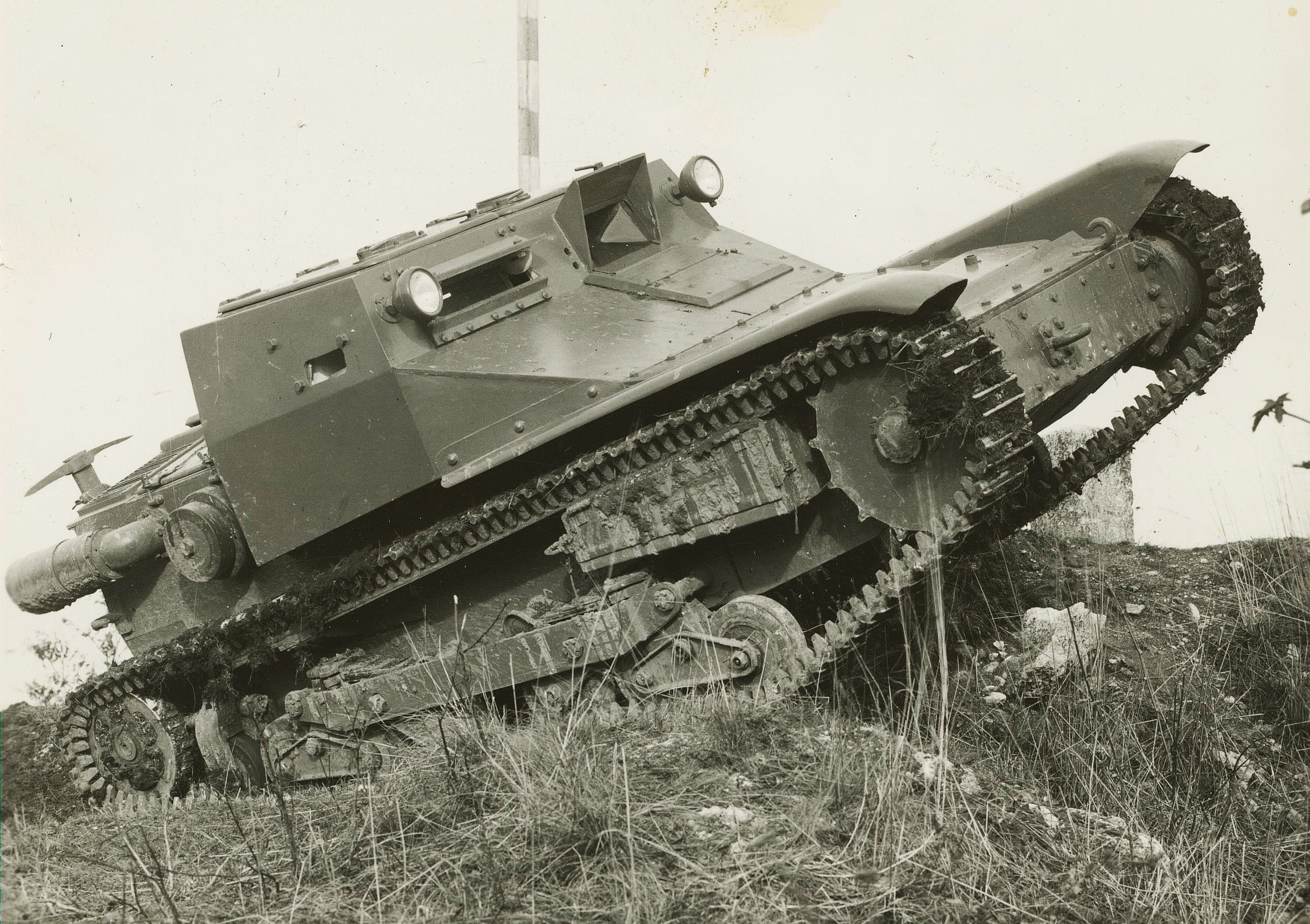
Il FIAT-Ansaldo CV 33.

Il tankette era un mezzo corazzato cingolato dotato di corazzatura sottile, utilizzato come veicolo da combattimento molto simile a un piccolo carro armato ma delle dimensioni di un'automobile. Veniva prevalentemente impiegato come veicolo da ricognizione o di supporto per la fanteria.
I tankette furono progettati e costruiti da diversi paesi a cavallo tra gli anni venti e trenta fino ai primi anni quaranta e combatterono, con scarso successo, durante la seconda guerra mondiale. La vulnerabilità e la scarsezza della corazzatura, a confronto con la massiccia evoluzione di carri sempre più grandi e pesantemente corazzati, portarono all'abbandono dello sviluppo dei tankette già prima della fine del conflitto.

## Caratteristiche
Questi mezzi erano progettati per essere utilizzati da uno, al massimo due uomini, spesso costretti a rimanere piegati all'interno del veicolo. Alcuni modelli non erano equipaggiati con una torretta girevole, e l'equipaggiamento offensivo era spesso sostenuto da una o due mitragliatrici che uscivano direttamente dallo scafo del carro. I tankette erano inoltre significativamente più piccoli di un carro armato leggero e spesso non possedevano delle armi anticarro. Solo raramente e soprattutto per gli ultimi modelli, furono dotati di cannoncini da 20 mm o lanciagranate.

## Storia

### Origini e utilizzatori
La Gran Bretagna sviluppò per prima tale modello di veicolo militare con la progettazione del Carden Loyd tankette, considerato il precursore e il modello classico su cui si svilupparono gli altri modelli stranieri. Pochi Carden Loyd tankette furono utilizzati in combattimento: nonostante il successo del progetto, più fortuna ebbe il suo successore, l'Universal Carrier.
In Italia il Regio Esercito equipaggiò tre divisioni corazzate e tre divisioni "celere" con i tankette CV33 e CV35. Il primo modello fu utilizzato in larga misura durante l'invasione italiana dell'Etiopia e la guerra civile spagnola, ma anche durante la seconda guerra mondiale, durante la quale i soldati italiani utilizzarono i CV33 e CV35 in molti dei teatri di guerra in cui l'esercito italiano fu impiegato.
In Francia venne costruito nel 1930 l'Automitrailleuse de Reconnaissance, essenzialmente un tankette ma specificamente pensato per operazioni di ricognizione in testa alle unità principali.
L'Esercito imperiale giapponese fu uno dei maggiori produttori e utilizzatori di tankette: tra 1932 e 1944 immise in servizio oltre 1 600 tra Type 92 Jyū-Sokosha, Type 94 TK e Type 97 Te-Ke, l'ultimo dei quali armato con un pezzo del calibro di 37 mm. L'elevato livello di produzione e l'alto numero di modelli progettati fu giustificato soprattutto dal ruolo che questi piccoli carri avrebbero dovuto avere nelle operazioni in ambienti tropicali e nelle foreste equatoriali. Durante la seconda guerra mondiale però anche i tankette giapponesi si rivelarono inutili in combattimento: la maggior parte di essi furono riconvertiti in trattori d'artiglieria e utilizzati dalle unità logistiche.

### Abbandono del progetto
Il concetto di questo tipo di carro armato fu rapidamente abbandonato dopo le scarse capacità registrate durante il secondo conflitto mondiale. Questi piccoli carri erano troppo vulnerabili e assolutamente inadatti alla guerra corazzata e alle armi anticarro, ma furono utilizzati ampiamente alla stregua di autoblindo con compiti di ricognizione o trasporto materiali.
Nonostante tutto, e con le dovute modifiche, durante la guerra del Vietnam l'esercito statunitense progettò l'M50 Ontos, un veicolo simile che ebbe un apprezzabile successo, e negli anni '90 l'esercito tedesco riprese il concetto dei tankette nella costruzione di un piccolo veicolo corazzato, il Wiesel. Utilizzato dalla Bundeswehr, il Wiesel è stato introdotto a favore delle truppe aviotrasportate che in questo modo avrebbero potuto utilizzare nei primi momenti dell'atterraggio in territorio nemico un veicolo avio-lanciabile con possibilità di ricognizione veloce e corazzatura protettiva per le armi automatiche. Funzione simile fu quella che i sovietici diedero al T-27 durante la seconda guerra mondiale.

## Modelli

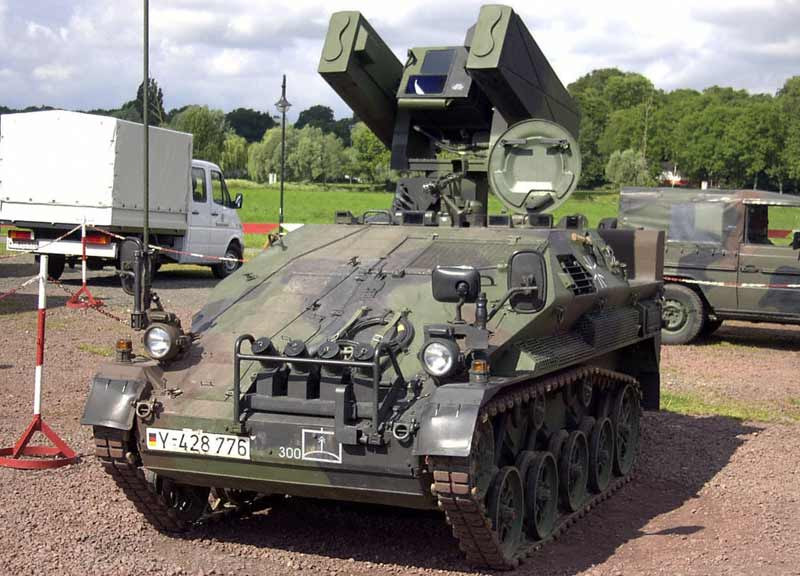
Un Wiesel tedesco, visto qui nella versione antiaereo Ozelot.

- Gran Bretagna: Carden-Loyd Mk VI tankette
- Italia: CV33 e CV35
- Giappone: Type 92 Jyu-Sokosha, Type 94 TK e Type 97 Te-Ke
- Polonia: TKS
- Cecoslovacchia: AH-IV
- Unione Sovietica: T-27
- Stati Uniti d'America: Marmon-Herrington CTLS, M50 Ontos
- Germania: Wiesel 1 and Wiesel 2
- Francia: Renault UE, AMR 33, AMR 35